# Janko Halb
Janko Halb, slovenski politik, poslanec, ekonomist,  * 13. junij 1957, Pertoča (Slovenija).
Gimnazijo je obiskoval v Murski Soboti. Nato se je vpisal in končal Visoko ekonomsko komercialno šolo – VEKŠ v Mariboru. 
V Slovensko kmečko zvezo se je včlanil leta 1988. Na volitvah v družbenopolitični zbor 8. aprila 1990 je kandidiral na listi Slovenske kmečke zveze ter bil tudi izvoljen v Skupščino Republike Slovenije.